# Mávro (ort i Grekland)
Mávro är en ort i Grekland.   Den ligger i prefekturen Nomós Péllis och regionen Mellersta Makedonien, i den norra delen av landet, 300 km norr om huvudstaden Aten. Mávro ligger 68 meter över havet och antalet invånare är 202.
Terrängen runt Mávro är varierad. Runt Mávro är det ganska tätbefolkat, med 54 invånare per kvadratkilometer. Närmaste större samhälle är Giannitsá, 17,7 km öster om Mávro. 